# Lucilia pilosiventris
Lucilia pilosiventris là một loài ruồi trong họ Calliphoridae, là loài phổ biến trong họ này và trong chi Lucilia.

## Hình ảnh

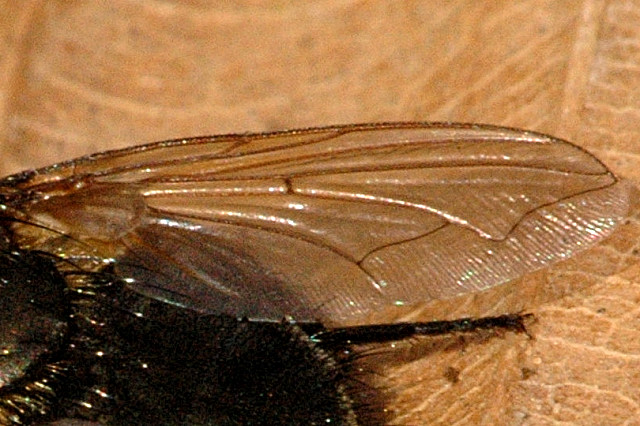